# スランバー・ツォグワネ
スランバー・ツォグワネ（Slumber Tsogwane、1960年9月21日 -　）は、ボツワナの政治家。2018年より2024年まで同国副大統領を務めた。ボツワナ民主党所属。ツォグワネは以前、2014年11月から2018年3月までボツワナの地方政府・農村開発大臣を務めていた。ボツワナ大学卒。